# فوزنيسينسكايا (كراسنودار)
فوزنيسينسكايا (بالروسية: Вознесенская) هي مدينة في مقاطعة كراسنودار كراي في روسيا.
يبلغ عدد سكانها حوالي 6880   نسمة.